# Nagajasu Honda
Nagajasu Honda (japonsko 本田 長康), japonski nogometaš.
Za japonsko reprezentanco je odigral štiri uradne tekme.